# Nowożeńcy (film 2007)
Nowożeńcy (oryg. Just Married) – indyjska komedia romantyczna z 2007 roku w reżyserii Meghny Gulzar. W rolach głównych wystąpili Fardeen Khan i Esha Deol. Film opowiada o parze indywidualistów połączonych ze sobą aranżowanym małżeństwem. Zdjęcia kręcono w Mumbaju oraz w Utakamand w stanie Tamilnadu .

## Fabuła
Abhay (Fardeen Khan) i Ritika (Esha Deol) widzą się po raz pierwszy podczas zaaranżowanego ślubu. Wraz z kilkoma innymi parami ruszają w podróż poślubną do Ooty. Abhay z delikatnością uznaje wrażliwość swojej nieśmiałej, zamkniętej w sobie żony, niegotowej mężowi czułości i namiętności podczas nocy poślubnej. Powoli zaczynają siebie, poznawać i lubić. Nagła podejrzliwość Ritiki zraża Abhaya. Odsuwa się od żony nie zdążywszy się do niej jeszcze zbliżyć.
Za ścianami pensjonatu każda z pozostałych par przeżywa swój dramat. Shobha (Kirron Kher) i Chatarvedi (Satish Shah) po 40 latach małżeństwa często drażnią siebie swoimi przyzwyczajeniami. Shoaib nie potrafi w znanej od dziecka, a teraz poślubionej Anuyi zobaczyć kogoś więcej niż przyjaciółkę siostry, zbyt znaną, by wzbudzić fascynację. Angielka Sara po kilku latach mieszkania ze sobą wciąż nie zgadza się na poślubienie Arjuna AK Kohli. I tylko Rishabh i Anu tworzą parę idealną, wciąż cieszącą się sobą.

## Obsada
- Fardeen Khan – Abhay Sachdeva
- Esha Deol – Ritika Khanna
- Kirron Kher
- Rajendranath Zutshi – Arjun AK Kohli

## Muzyka i piosenki
Muzykę do filmu skomponował Pritam Chakraborty. Lista wykorzystanych piosenek:
- "Ram Milaye Jodi"
- "Gudgudee"
- "Baat Pakki"
- "Doha"
- "Baat Pakki" – Remix
- "Jagte Raho"
- "Ram Milaye Jodi" – Remix
- "Baat Pakki" – 2
- "Ram Milay Jodi (Sad)"